# بيت المرهبي (بني العوام)

تعديل مصدري - تعديل

بيت المرهبي هي إحدى قرى عزلة بني القدمي بمديرية بني العوام التابعة لمحافظة حجة، بلغ تعداد سكانها 202 نسمة حسب تعداد اليمن لعام 2004.